# Kutykula

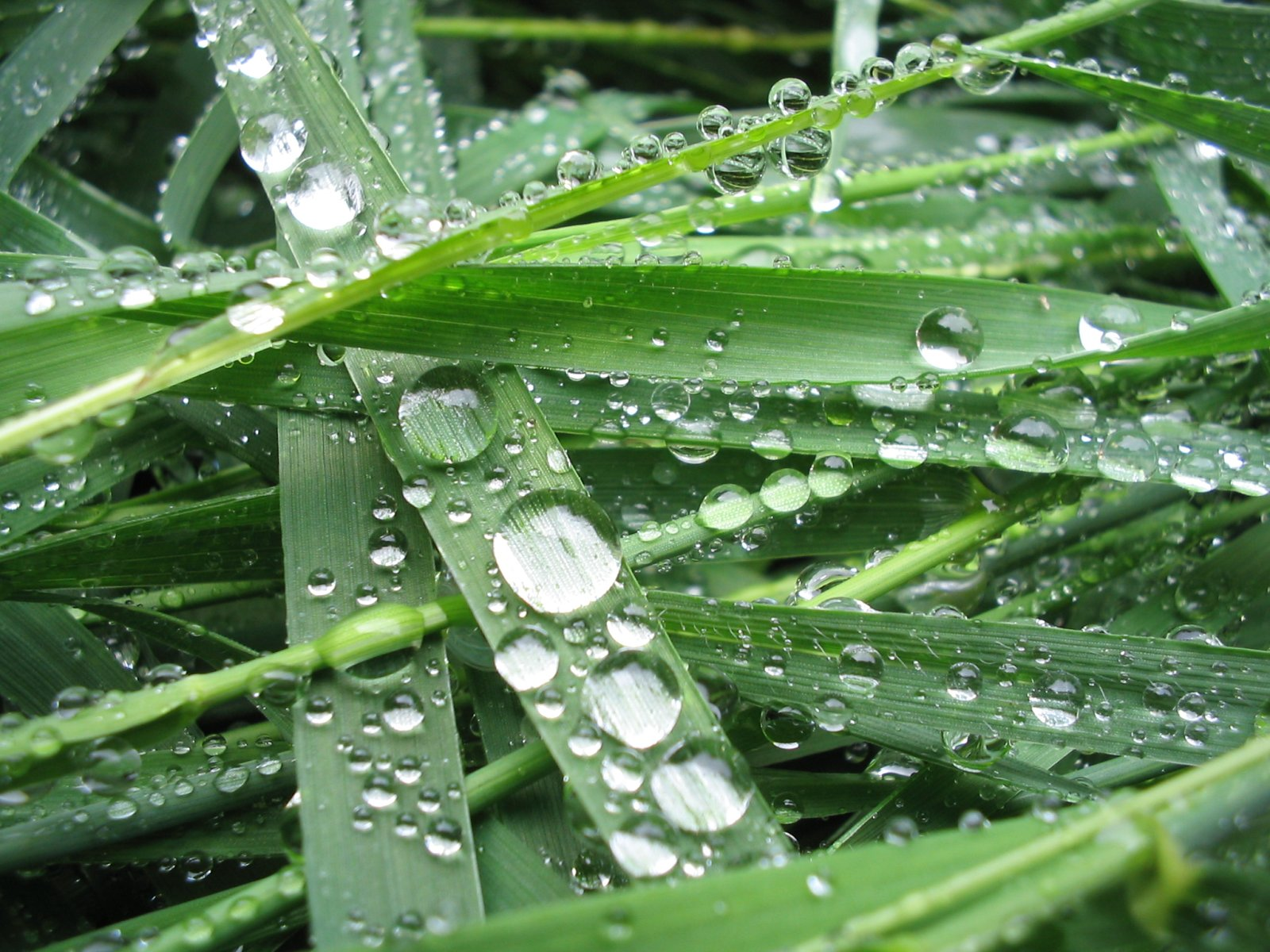
Kutykula utrudnia zwilżanie powierzchni pędu

Kutykula (łac. cuticula) – w botanice zwana też nabłonkiem, to cienka warstwa pokrywająca zewnętrzną ścianę komórek epidermy, okrywającej wszystkie organy nadziemne roślin, z wyjątkiem pędów drewniejących. Tworzy cienką, ciągłą warstwę na powierzchni całej rośliny z przerwami jedynie w miejscu porów między komórkami szparkowymi. 
Podstawową funkcją kutykuli jest zabezpieczenie rośliny przed utratą wody i wpływem środowiska zewnętrznego. Skład chemiczny kutykuli jest złożony, a związkami budującymi są substancje lipidowe, głównie kutyna lub kutan. Warstwa kutyny powstaje w wyniku procesu kutykularyzacji.

## Budowa
W kutykuli wyróżnianych jest kilka warstw o zróżnicowanym składzie i właściwościach. Do ścian komórkowych epidermy przylega warstwa kutykularna składająca się ze związków lipidowych oraz celulozy i pektyny. Zawartość polisacharydów spada wraz ze zwiększaniem odległości od komórki. U części gatunków można wyróżnić warstwę kutykularną wewnętrzną, w której dominują polisacharydy i warstwę kutykularną zewnętrzną, w której dominują substancje lipidowe. 
Do warstwy kutykularnej przylega kutykula właściwa, niezawierająca celulozy i pektyny. Głównymi substancjami budującymi kutykulę właściwą są kutyna lub kutan oraz woski kutykularne, których udział zwiększa się w warstwach zewnętrznych. Kutykula właściwa pokryta jest amorficzną warstwą wosków, przechodzącą w warstwę wosków o strukturze krystalicznej lub semikrystalicznej. 

## Skład chemiczny
W zależności od gatunku głównym składnikiem kutykuli jest kutyna lub kutan. Obie nazwy obejmują grupy związków chemicznych. Kutyna jest biopolimerem, w którym pochodne kwasów alifatycznych o długości łańcucha C16 lub C18 połączone są wiązaniami estrowymi. Kutan jest również biopolimerem o mało poznanej budowie. Nie ulega on hydrolizie w zasadach, co świadczy o braku wiązań estrowych. Prawdopodobnie kutan obecny w kutykuli roślin zwiększa odporność na utratę wody roślin przeprowadzających fotosyntezę CAM. Druga grupa związków budujących kutykulę to woski, związki które z kutykuli można wyekstrahować rozpuszczalnikami organicznymi. Skład wosków w poszczególnych warstwach kutykuli jest różny. Związki chemiczne wchodzące w skład wosków to: węglowodory, kwasy tłuszczowe, alkohole pierwszorzędowe,  aldehydy, diole, estry, β-diketony, terpenoidy. Ostatnia grupa związków obecna głównie w warstwie kutykularnej to polisacharydy: celuloza i pektyny.

## Funkcje
Główną funkcją kutykuli jest ochrona rośliny przed utratą wody i substancji obecnych w ścianie komórkowej. Warstwa kutykuli jest również barierą utrudniającą wnikanie w organizm rośliny strzępków grzybni, wirusów i bakterii. Mechaniczne właściwości kutykuli utrudniają zgryzanie pędów przez owady oraz chronią roślinę przed uszkodzeniami natury abiotycznej (szerzej o tym w artykule aksenia). Kutykula pochłania lub odbija część promieniowania UV. Hydrofobowe woski ograniczają zatrzymywanie się wody na powierzchni rośliny, co ułatwia wymianę gazową, a zarazem utrudnia rozwój organizmów pasożytniczych na powierzchni pędu. Umożliwia również pozbycie się zanieczyszczeń z powierzchni rośliny.
Tworzy także fyllosferę, miejsce życia organizmów. Kutykula umożliwia części owadów określenie właściwego miejsca do składania jaj, zapewnia środowisko dla mikroorganizmów, w tym pasożytniczych.

## Znaczenie w paleobotanice
Kutykule często dobrze zachowują się jako skamieniałości, dzięki czemu możliwe jest badanie budowy komórkowej roślin kopalnych. Paleobotanikiem, który rozwinął metodę analizy kutykularnej, był Zlatko Kvaček.